# Пасидж Уест
Пасидж Уест (на английски: Passage West; на ирландски: An Pasáiste Thiar) е град в южна Ирландия, графство Корк на провинция Мънстър. Разположен е в залива Корк Харбър на Атлантическия океан на 10 km южно от административния център на графството град Корк. Имал е жп гара от 8 юни 1850 г. до 12 септември 1932 г. Населението му е 4818 жители от преброяването през 2006 г. 